# 中華民国の警察
中華民国の警察（ちゅうかみんこくのけいさつ）は、中華民国が設置している警察制度である。
ここでは主として1945年以降の中華民国の警察について解説する。

## 沿革
中国の近代警察制度は清代の（光緒27年）に始まる。この年に従来の緑営が廃止され、新たに「巡警」が設けられた。これが中国の警察の起源である。
その後、光緒年間に全国各地に警察制度が整備されていった。
中華民国成立後は、中央政府の内務部（内務省）に「警政司」を、首都警察として「京師警察庁」を各省に「省警務処」を設けた。
中華民国政府の台湾への移転後は、内政部警政署の下に警察が整備され、台湾省の機能凍結（虚省化）以後は省政府警政庁の人員を警政署に移して現在に至っている。

## 組織
中華民国内政部に警察の中枢機関として「警政署」が置かれている。そして、各直轄市・市・県に「警察局」を置き、警政署が指揮監督している。
各市・県の警察局は、市・県政府の一部局ではあるが、警察局長などは中央の警政署によって任命される。結果として、現行の日本の警察に類似した制度となっている。

### 警政署の組織
幕僚単位
- 行政組、保安組、教育組、戸口組、安検組、外事組、民防組、交通組、経済組、後勤組、秘書室、督察室、保防室、法制室、公共関係室、資訊室、勤務指揮センター、人事室、会計室、統計室、政風室、外事警察隊

所属機関
- 台湾警察専科学校
- 刑事警察局
- 航空警察局
- 国道高速道路警察局
- 保安警察（第1～7）総隊
- 国家公園警察大隊
- 鉄道警察局
- 台湾保安警察総隊
- 港務警察局（基隆、台中、高雄、花蓮）
- 警察電訊所
- 警察放送
- 民防防情指揮管制所
- 警察機械修理廠

## 職員

### 台湾警察官の階級
| 職務序列 |                                                                  | 第一序列                                                                                         | 第二序列                                                                               | 第三序列 | 第四序列 |
| 胸章     |                                                                  |                                                                                                  |                                                                                        | | |
| 職 務    | 警政署署長、中央警察大学校長。                                   | 警政署副署長、直轄市警察局長、刑事警察局長、台湾警察專科学校校長、警政委員。                     | 警政署主任秘書、督察室主任、航空警局長、國道警局長、保安警察第一総隊総隊長、警政委員。 | 直轄市警局副局長；警專教育長；警政署組長、主任；直轄市警局主任秘書、督察長；（保二-保七）総隊長； 鐵路警局長、縣市警察局長；直轄市警局主任秘書、督察長；（刑事局、航警局、國道警局）副局長；港務警察總隊長、警察通訊所所長；警政署副組長、副主任、（直轄市警局）警政監；保警副總隊長；鐵路警局副局長；刑事局主任秘書；警政署督察；（警專、航警局、國道警局、保警總隊、鐵路警局）主秘；（警專）教官；刑事局警政監。 | 直轄市警局分局長、大隊長；縣市警局副局長；警政署科長、直轄市警局科長、主任、督察；警專總隊長；港警總隊副總隊長。 |
| 官階     | 警監特階（警察庁長官）                                           | 警監一階（警視総監）                                                                             | 警監二階（警視監）                                                                     | 警監三階（警視長） | 警監四階（警視正）                                                                                               |
| 職務序列 | 第五序列                                                         | 第六序列                                                                                         | 第七序列                                                                               | 第八序列 | 第九序列 |
| 階級識別 |                                                                  |                                                                                                  |                                                                                        | | |
| 職 務    | 直轄市副分局長、副大隊長、縣市主任秘書、督察長、分局長、大隊長。 | 警政署警務正、直轄市警察局股長、分局組長、偵查隊長、縣市副分局長、副大隊長、偵查正、警察所所長。 | 縣市分局股長、組長、主任、偵查隊長、警備隊長、中隊長、督察員、刑事局偵查員。           | 警務員、偵查員、派出所所長。 | 巡官、分隊長、派出所所長（副所長）。                                                                             |
| 官階     | 警正一階（警視）                                                 | 警正二階（警部）                                                                                 | 警正三階（警部補）                                                                     | 警正三階（警部補） | 警正四階（巡查部長）                                                                                             |
| 職務序列 | 第十序列                                                         | 第十一序列                                                                                       | （廃止する）                                                                           | （廃止する） | |
| 階級識別 |                                                                  |                                                                                                  |                                                                                        | | |
| 職 務    | 巡佐、警務佐、小隊長、偵查佐、派出所所長、副所長、駐在所所長。   | 警員、隊員、派出所副所長。                                                                       | 警員                                                                                   | 限期役警察 | |
| 官階     | 警佐一階（巡查長）                                               | 警佐二階（巡查）                                                                                 | 警佐三階                                                                               | 警佐四階（限期役警察） | |

## 義勇警察
義勇警察（繁体字中国語:義勇警察）は、警察を支援し、民間防衛任務を遂行するために民間が自発的に参加する補助組織である。
義勇警察には標準的な階級章はないが、台北市義勇警察は現行の警察階級章をベースに色を変更した非標準的な階級章を採用している。
| 職務     | 大隊長                                 | 副大隊長               | 大隊指導員/區大隊長               | 區副大隊長 | 區大隊指導員/中隊長 |
| 階級識別 |                                        |                        |                                   |            |                     |
| 職務     | 副中隊長/中隊幹事、書記/分隊長(含獨立) | 副分隊長/分隊幹事/書記 | 小隊長(含獨立)/副小隊長(小隊幹事) | 隊員       |                     |
| 階級識別 |                                        |                        |                                   |            |                     |

## 旗

?警察旗（1912年～1928年）
?水上巡警（水上警察）旗 (1912年～1928年)
?警艇（水上警察）旗 (1929年～1949年)
?警察旗 (1932年～1947年)
?警察旗 (1947年～1974年)
警察旗 (1974年以降)
義勇警察旗